# Chyler Leigh
Chyler Leigh West (uttalas kaɪlər), född Chyler Leigh Potts den 10 april 1982 i Charlotte, North Carolina, är en amerikansk skådespelare, sångerska och fotomodell som medverkat i bland annat Supergirl, Grey's Anatomy, Not Another Teen Movie och Sjunde Himlen. I Grey's Anatomy spelar hon huvudpersonen Meredith Greys halvsyster Lexie Grey. I Supergirl spelar hon Alex Danvers.
Leigh är gift sedan 2002 och har tre barn, Noah (född 2003), Taelyn (född 2006) och Anniston (född 2009).
Chyler Leigh är Melissa Benoist bästa vän.

## Filmografi (urval)
Film
- 1997 – Kickboxing Academy
- 2001 – Not Another Teen Movie
- 2012 – Brake

TV
- 1999 – Safe Harbor
- 2000 – M.Y.O.B.
- 2000 – 7th Heaven
- 2002 – That '80s Show
- 2002 – Girls Club
- 2003 – The Practice
- 2004 – North Shore
- 2007–2012 – Grey's Anatomy
- 2010 – The 19th Wife
- 2012 – Private Practice
- 2014 – Taxi Brooklyn
- 2015-2021 – Supergirl
- 2017 – Arrow
- 2017 – The Flash
- 2017 – Legends of Tomorrow